# Municipio de Black Lick
El municipio de Black Lick (en inglés: Black Lick Township) es un municipio ubicado en el condado de Indiana en el estado estadounidense de Pensilvania. En el año 2000 tenía una población de 1.317 habitantes y una densidad poblacional de 18.5 personas por km².

## Geografía
El municipio de Black Lick se encuentra ubicado en las coordenadas 40°29′00″N 79°17′00″O / 40.48333, -79.28333.

## Demografía
Según la Oficina del Censo en 2000 los ingresos medios por hogar en la localidad eran de $35,536 y los ingresos medios por familia eran de $42,500. Los hombres tenían unos ingresos medios de $35,625 frente a los $21,016 para las mujeres. La renta per cápita de la localidad era de $16,766. Alrededor del 10% de la población estaba por debajo del umbral de pobreza.